# Đinh Trọng Kháng
Đinh Trọng Kháng (sinh năm 1949), là một tướng lĩnh trong Quân đội nhân dân Việt Nam, hàm Thiếu tướng, nguyên Phó Chủ nhiệm Chính trị Quân chủng Phòng không-Không quân, Chính ủy Học viện Phòng không-Không quân.

## Thân thế và sự nghiệp
Ông sinh ngày 19 tháng 10 năm 1949, quê tại xã Quỳnh Tiến, huyện Quỳnh Lưu, tỉnh Nghệ An, nhập ngũ ngày 30 tháng 11 năm 1967, vào Đảng ngày 30 tháng 11 năm 1969 (chính thức 30.11.1970). 
Tháng 11 năm 1967, là chiến sĩ dự khóa Bộ Tư lệnh Phòng không Không quân
Tháng 10 năm 1968, học viên lái máy bay Trường Không quân Liên Xô
Tháng 10 năm 1972, phi công lái máy bay chiến đấu thuộc Trung đoàn Không quân 921, Sư đoàn Không quân 371, Quân chủng Phòng không-Không quân
Tháng 6 năm 1973, phi công bay đêm thuộc Đại đội 5, Trung đoàn 921, Sư đoàn Không quân 371, Quân chủng Phòng không-Không quân
Tháng 3 năm 1975, trung đội trưởng bay thuộc Đại đội 5, Trung đoàn KQ 921, Sư đoàn Không quân 371, Quân chủng Phòng không-Không quân
Tháng 10 năm 1975, đại đội phó bay đem Đại đội 5, Trung đoàn KQ 921, Sư đoàn Không quân 371, Quân chủng Phòng không-Không quân
Tháng 7 năm 1981, học viên Học viện KQ Ga-ga-rin (Liên Xô)
Tháng 10 năm 1984, trung đoàn phó kiêm tham mưu trưởng Trung đoàn KQ 921, Sư đoàn Không quân 371, Quân chủng Phòng không-Không quân
Tháng 4 năm 1987, trung đoàn trưởng Trung đoàn KQ 921, Sư đoàn Không quân 371, Quân chủng Phòng không-Không quân
Tháng 7 năm 1990, sư đoàn phó phụ trách huấn luyện Sư đoàn Không quân 371, Quân chủng Phòng không-Không quân
Tháng 9 năm 1990, học viên bổ túc lý luận chính trị Học viện Chính trị
Tháng 8 năm 1991,  sư đoàn phó về chính trị Sư đoàn Không quân 371, Quân chủng Phòng không-Không quân
Tháng 4 năm 1995, học viên lớp bổ túc cao cấp Học viện Chính trị Quân sự
Tháng 11 năm 1995, sư đoàn phó về chính trị Sư đoàn Không quân 371, Quân chủng Phòng không-Không quân
Tháng 12 năm 1999, phó chủ nhiệm chính trị Quân chủng Phòng không-Không quân
Tháng 6 năm 2005, Phó Giám đốc về Chính trị Học viện Phòng không - Không quân
Tháng 5 năm 2006, Chính ủy Học viện Phòng không - Không quân
- Thiếu tướng (2.2007).[3]

- Năm 2009, nghỉ hưu.

## Khen thưởng
- Huân chương Quân công hạng Ba
- Huân chương Chiến công (hạng Nhất, Nhì)
- Huân chương Kháng chiến chống Mỹ hạng Nhất
- Huân chương Chiến sĩ vẻ vang (hạng Nhất, Nhì, Ba)
- Huy chương Quân kỳ quyết thắng
- Huy chương Vì thế hệ trẻ
- Huy chương Vì sự nghiệp giải phóng Phụ nữ.